# Carmelo Navarro
Carmelo José Navarro Careaga (Murcia, 25 marzo 1959) è un ex calciatore spagnolo di ruolo difensore.

## Biografia
Nacque a Murcia, ma all'età di 3 anni si trasferì a A Coruña con la famiglia. Rimasto orfano di padre in tenera età, all'età di 13 anni si trasferì a El Puerto de Santa María, in Andalusia, in seguito al secondo matrimonio della madre.
È stato soprannominato El Beckenbauer de la Bahía, in riferimento al celebre calciatore tedesco Franz Beckenbauer e alla località geografica della Baia di Cadice.
Dopo il ritiro da calciatore, Navarro intraprese l'attività politica candidandosi con il Partito Popolare spagnolo alle elezioni a El Puerto de Santa María. Sempre nella medesima cittadina, avviò un'azienda familiare dedicata alla produzione di aceto e aceto balsamico.

## Caratteristiche tecniche
Giocava nel ruolo di libero.

## Carriera
Giocò a livello giovanile in un club di A Coruña chiamato Ural, il cui presidente era un giovane Augusto César Lendoiro,. dopodiché continuò a formarsi calcisticamente nelle file del Safa San Luis, squadra di El Puerto de Santa María.
Iniziò a giocare a livello professionistico nella Segunda División B spagnola con il Racing Portuense, allenato da Adolfo Bolea, nel 1977.
Tra il 1979 e il 1981 giocò con l'UD Salamanca, nello stesso momento stava svolgendo il servizio militare a Madrid. Gli fu concesso di allenarsi con il Salamanca due giorni alla settimana. Debuttò nella Liga con la maglia del Salamanca il 25 novembre 1979, contro l'Hércules di Alicante. Al Salamanca giocò con il paraguaiano Carlos Diarte, che fu ceduto al Betis Siviglia. Diarte fu decisivo per consigliare alla squadra andalusa l'acquisto di Navarro, che arrivò quindi al Betis nel 1981.
L'esperienza al Betis fu condizionata negativamente da problemi fisici: nel 1985 si ruppe il ginocchio, in una partita contro il Real Saragozza. Dopo un lungo periodo di riabilitazione, una volta tornato in campo, presto subì un altro infortunio, all'altro ginocchio. Per questo motivo fu spesso indisponibile e non poté giocare con continuità al Betis.
Navarro ripartì dal Recreativo de Huelva, in Segunda División. L'allenatore del club era l'uruguaiano Víctor Víctor Rodolfo Espárrago. Giocò per due stagioni e poi nel 1987 seguì Espárrago al Cadice, nella Liga spagnola. Navarro restò al Cadice per sette stagioni, fino al 1994, anche se la sua esperienza nel club si concluse con due retrocessioni consecutive, dalla Liga alla Segunda División B.